# Bharatiya Jana Sangh
Bharatiya Jana Sangh ("Indiska folkförbundet"), hindunationalistiskt högerparti i Indien, grundat 21 oktober 1951 i Delhi. Den förste partiledaren hette Syama Prasad Mookerjee. BJS är föregångare till dagens Bharatiya Janata Party. BJS deltog i bildandet av Janatapartiet 1977, men återuppstod som BJP 1980. 
Röstmässigt starkast var partiet i delstaterna Rajasthan, Gujarat, Maharashtra, Madhya Pradesh och Uttar Pradesh. Sitt bästa val gjorde man 1967, med 9,31% av rösterna i hela landet, och 35 mandat i Lok Sabha.